# Vladimir Jankélévitch
Vladimir Jankélévitch (franceză: [ʒɑ̃kelevitʃ]; n. 31 august 1903, Bourges, Centre-Val de Loire, Franța – d. 6 iunie 1985, Paris, Île-de-France, Franța) a fost un filozof și muzicolog francez.

## Biografie
Jankélévitch a fost fiul unor evrei ruși care au emigrat în Franța. În 1922 el a început să studieze filozofia la École normale supérieure din Paris, sub îndrumarea profesorului Henri Bergson. În 1924 a absolvit studiile universitare, obținând o diplomă DES (diplôme d'études supérieures) prin susținerea tezei Le Traité: la dialectique. Ennéade I 3 de Plotin elaborate sub îndrumarea lui Émile Bréhier.
În perioada 1927-1932 a predat la Institutul Francez din Praga, unde a scris o teză de doctorat despre filozofia lui Friedrich Wilhelm Schelling. El s-a întors în Franța în 1933 și a predat la Lycée du Parc din Lyon și la mai multe universități, inclusiv la cele din Toulouse și Lille. În 1941 s-a alăturat Rezistenței franceze. După război, în 1951, a fost numit profesor la catedra de Filozofie Morală de la Sorbona (Paris I după 1971), unde a predat până în 1978.
Extrema subtilitate a gândirii sale iese în evidență în toate lucrările sale în care se atribuie o mare importanță sensului unor termeni arhicunoscuți. Jankélévitch, care a studiat îndeaproape surse platoniciene, neoplatoniciene și patristice grecești, formându-și o gândire esențial agnostică, a fost neclintit în opoziția sa față de creșterea influenței filozofiei germane.

## Scrieri
- 1931: Henri Bergson (tr. în italiană, Brescia, Morcelliana, 1991. tr. în engleză, Nils F. Schott, 2015)
- 1933: L'Odyssée de la conscience dans la dernière philosophie de Schelling
- 1933: Valeur et signification de la mauvaise conscience
- 1936: La Mauvaise conscience (tr. în italiană, Bari, Dedalo, 2000; tr. în engleză, Andrew Kelly, 2015)
- 1936: L'Ironie ou la bonne conscience (tr. în italiană, Genova, Il melangolo, 1988; tr. în sârbă, Novi Sad, 1989; tr. în germană de Jürgen Brankel, Frankfurt pe Main, Suhrkamp, 2012)
- 1938: L'Alternative
- 1938: Gabriel Fauré, ses mélodies, son esthétique
- 1939: Ravel (tr. în germană de Willi Reich, Reinbek, Rowohlt, 1958; tr. în engleză de Margaret Crosland, NY-Londra, 1959; tr. în italiană de Laura Lovisetti Fua, Milano, Arnoldo Mondadori Editore, 1962)
- 1942: Du mensonge (tr. în italiană de Marco Motto, Milano, Raffaello Cortina, 2000; tr. în germană „Von der Lüge”, Berlin, Parerga Verlag GmbH, 2004)
- 1947: Le Mal (tr. în italiană de Fernanda Canepa, Genova, Marietti, 2003)
- 1949: Traité des vertus (tr. în italiană de Elina Klersy Imberciadori, Milano, Garzanti, 1987)
- 1950: Debussy et le mystère de I'instant
- 1954: Philosophie première introduction à une philosophie du Presque (tr. în germană de Jürgen Brankel, Viena, Turia + Kant, 2006)
- 1956: L'Austérité et la Vie morale
- 1957: Le Je-ne-sais quoi et le presque-rien
- 1960: Le Pur et l'impur
- 1961: La Musique et l'Ineffable (tr. în sârbă de Jelena Jelić, Novi Sad, 1987; tr. în italiană de Enrica Lisciani-Petrini, Milano, Bompiani, 1998 ; tr. în engleză de Carolyn Abbate, 2003; tr. în neerlandeză de Ronald Commers, Gent Belgie, 2005)
- 1963: L'Aventure, l'Ennui, le Sérieux (tr. în italiană de Carlo Alberto Bonadies, Genova Marietti, 1991)
- 1966: La Mort (tr. în bosniacă de Almasa Defterdarević-Muradbegović, Sarajevo, 1997; tr. în germană de Brigitta Restorff, Frankfurt pe Main, Suhrkamp, 2005; tr. în italiană, Torino, Einaudi, 2009; tr. în croată, Zagreb, AGM, 2011) – ISBN: 3-518-58446-4

- 1967: Le pardon (tr. în italiană de Liana Aurigemma, Milano, IPL, 1969; tr. în engleză ca Forgiveness de Andrew Kelley, 2005)
- 1968: Le Sérieux de l'intention
- 1970: Les Vertus et l'Amour'
- 1971: L 'Imprescriptible (o secțiune („Pardonner?”) a fost tradusă în engleză de Ann Hobart ca „Should We Pardon Them?”, Critical Inquiry, 22, Spring 1996; tr. în italiană de Daniel Vogelmann, „Perdonare?”, Firenze, Giuntina, 1987; tr. în germană de Claudia Brede-Konersmann, „Das Verzeihen”, Frankfurt pe Main, Suhrkamp, 2003)
- 1972: L'Innocence et la méchanceté
- 1974: L'Irréversible et la nostalgie
- 1978: Quelque part dans l'inachevé, en collaboration avec Béatrice Berlowitz (tr. în germană de Jürgen Brankel, Viena, Turia + Kant, 2008)
- 1980: Le Je-ne-sais-quoi et le presque rien (tr. în italiană de Carlo Alberto Bonadies, Genova, Marietti, 1987; tr. în germană de Jürgen Brankel, Viena, Turia + Kant, 2009)
- 1981: Le Paradoxe de la morale (tr. în italiană de Ruggero Guarini, Firenze, Hopefulmonster, 1986; tr. în croată de Daniel Bućan, Zagreb, AGM, 2004)

Publicații postume
- 1994 Penser la mort? Entretiens, volum alcătuit de F. Schwab, Paris, Liana Levi (tr. în italiană, Milano, Raffaello Cortina, 1995; tr. în germană de Jürgen Brankel, Viena, Turia + Kant, 2003)